# Mamma (film)
Mamma är en svensk film från 1982 med manus och regi av Suzanne Osten. Den är en av titlarna i boken Tusen svenska klassiker (2009).

## Handling
Filmen handlar om den unga filmrecensenten Gerd, som drömmer om att intervjua skådespelare som Jean Gabin och Jean-Louis Barrault och en dag regissera en egen film.

## Om filmen
Filmen är Suzanne Ostens debutfilm och är till viss del självbiografisk. Den vann en Guldbagge 1983 för bästa kvinnliga huvudroll (Malin Ek).
Mamma har visats i SVT, bland annat 1992, 2006 och i november 2024.

## Rollista (urval)
- Malin Ek – Gerd
- Birgit Cullberg – Gerd som gammal
- Ida-Lotta Backman – Steffin Porquettas
- Iwa Boman – Barbro
- Hans V. Engström – Jan
- Kerstin Eriksson – armélotta

## DVD
Filmen gavs ut på DVD 2015.